# تيم كولير
تيم كولير (بالإنجليزية: Tim Collier)‏ هو لاعب كرة قدم أمريكية أمريكي، ولد في 31 مايو 1954 في دالاس في الولايات المتحدة.

## وصلات خارجية
- تيم كولير على موقع مرجع كرة القدم المحترفة.كوم (الإنجليزية)